# جان جان
جان جان (بالتشيكية: Jan Quirin Jahn)‏ هو مؤرخ الفن ورسام تشيكي، ولد في 4 يونيو 1739 في براغ في التشيك، وتوفي بنفس المكان في 18 أغسطس 1802.